# 青森環状道路
青森環状道路（あおもりかんじょうどうろ）は、青森県青森市新城から同市平新田にかけて、青森市街地を迂回する形で結んでいる国道7号の環状道路である。「青森環状バイパス」ともいう。国道7号青森西バイパスと国道4号青森東バイパスと合わせて青森市の環状道路を形成する。

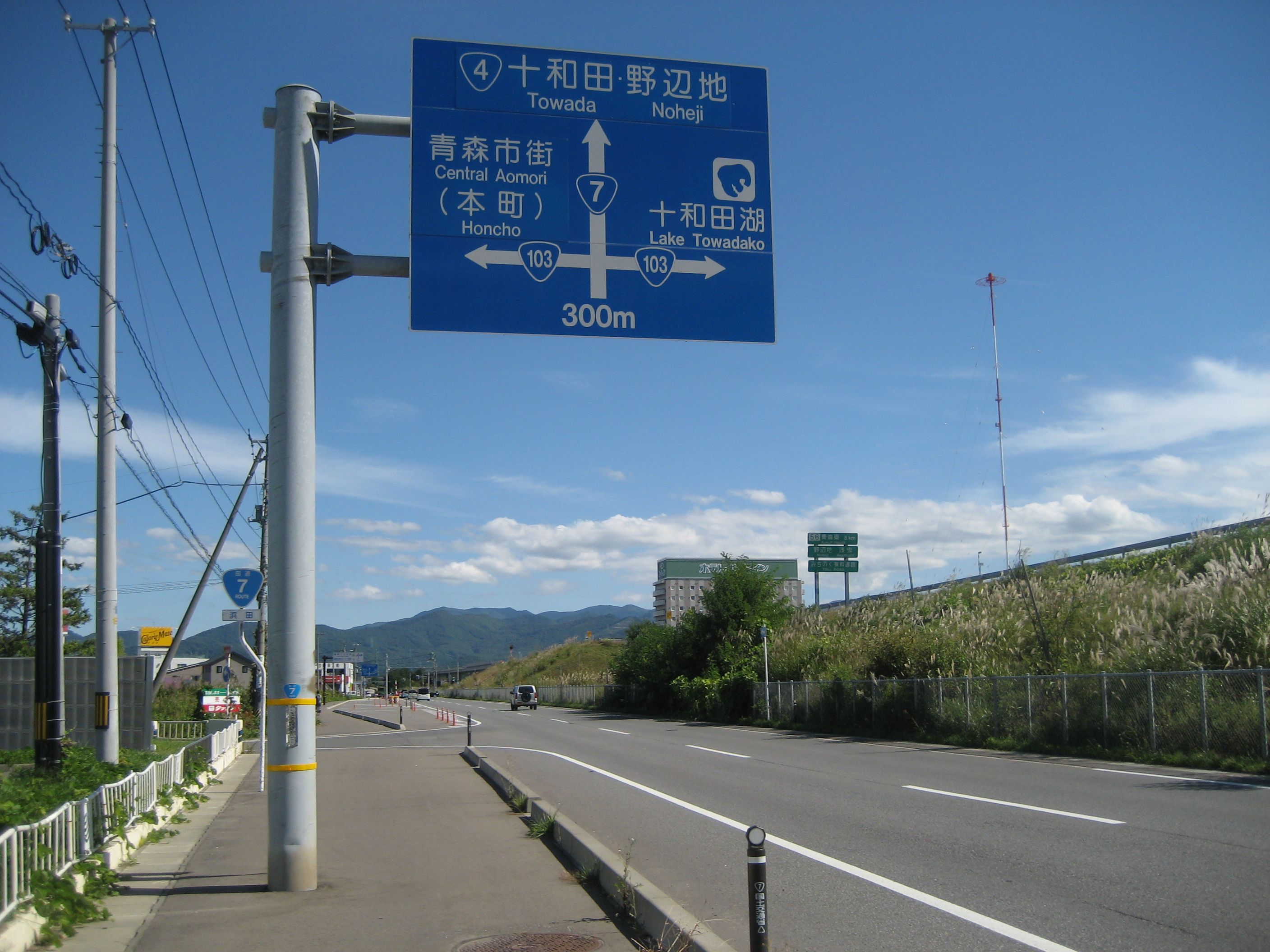
青森市浜田付近

## 概要
青森市民からは「環状線」と呼ばれ、青森市新城で青森西バイパスから分岐し、平新田で国道4号青森東バイパスに接続している。全区間が4車線で設計されているが、青森市細越栄山の旧青森市立栄山小学校付近（青森自動車道高架の分岐・合流地点）から同市新城の青森西バイパス分岐・合流地点までは片側1車線（上下2車線）となっている。安田付近から戸山付近にかけては青森自動車道と並行し、荒川で青森中央ICに接続する。
津軽地方と南部地方を結ぶ要衝である青森市内の交通を円滑にするばかりでなく、青森ねぶた祭り開催時には、青森市街地の既存の国道4号と国道7号が通行止めとなることから、迂回路としての役割を持っている。
当BPに接続している青森ICのジャンクション部は東北道弘前・盛岡・仙台・東京方面のみに接続するハーフJCTとなっているため、青森ICから青森道青森東・青森中央両IC方向へは行けず、逆に青森道方面から青森ICで当BPへも出られない。そのため青森IC入口案内標識には「青森道青森東ICへは出られません」という注意書きが、青森中央・青森東両IC入口案内標識には「青森ICでは出られません」という注意書きが各々添えられている。

### 路線データ
- 起点 青森県青森市新城
- 終点 青森県青森市平新田
- 全長 16.6km

## 歴史
- 1974年（昭和49年）度 - 事業化。
- 1979年（昭和54年）9月27日 - 東北自動車道大鰐弘前IC - 青森IC間の開通に合わせて、青森IC以東の延長2.2 kmが暫定2車線で開通[1]。
- 2002年（平成14年）度まで 暫定2車線で全線開通。
- 2009年（平成21年）7月27日 筒井 - 後萢間4.4km、4車線で供用開始。

## 地理

### 交差する道路
- 国道7号青森西バイパス
- 青森IC - E4 東北自動車道
- 青森県道44号青森環状野内線
- 青森県道120号荒川青森停車場線
- 青森中央IC - E4A 青森自動車道
- 国道103号
- 青森県道27号青森浪岡線
- 青森県道40号青森田代十和田線
- 青森県道124号駒込筒井線
- 国道4号（青森東バイパス）

### 沿線の施設など
- 新城緑ヶ丘ニュータウン
- 三内温泉
- E4 東北自動車道青森IC
- 東日本旅客鉄道（JR東日本）東北新幹線三内高架橋
- 西部工業団地
- 青森県運転免許センター
- 三内丸山遺跡
- 青森県立美術館
- 仙寿鶴亀温泉
- 陸上自衛隊小谷演習場
- 青森県総合社会教育センター
- 青森県立図書館
- 極楽湯青森店（旧:ラッコ健康ランド）
- E4A 青森自動車道青森中央IC
- 東奥日報社本社
- 青森県営スケート場
- 青森市屋内グラウンド（サンドーム）
- 国土交通省東北運輸局青森運輸支局
- NHK妙見ラジオ放送所
- ヤマダ電機テックランド青森本店
- 東青地域県民局地域整備部
- 青森市スポーツ広場
- 青森県総合学校教育センター
- 青森県立青森第二養護学校
- 青森県立青森第二高等養護学校